# Len Deighton
Leonard Cyril Deighton (* 18. února 1929, Londýn) je anglický spisovatel. Zasáhl do mnoha žánrů, psal literaturu faktu (zejména o vojenské historii), kuchařky i špionážní romány, jimiž se ve světě proslavil nejvíce. Jeho román The IPCRESS File (1962) vyhlásila Britská asociace detektivních autorů (Crime Writers' Association) devátou nejlepší detektivkou všech dob. Jeho román Game, Set & Match se ve stejném žebříčku umístil na 58. místě.

## Život
V letech 1939-1945 sloužil jako fotograf v britském Královském letectvu. Po válce vystudoval Saint Martin's School of Art a Royal College of Art v Londýně. Absolvoval v roce 1955. Poté se živil jako ilustrátor knih a časopisů. Mj. navrhl obálku pro první britské vydání díla Jacka Kerouaca Na cestě. Nějakou dobu také pracoval v reklamní agentuře. Během prodloužené dovolené ve Francii napsal svůj první román The IPCRESS File, který byl vydán v roce 1962 a měl kritický i komerční úspěch. Knihu nadšeně uvítal i klasik špionážního žánru Ian Fleming. Napsal poté několik dalších špionážních románů se stejnou ústřední postavou, bezejmenným, cynickým a drsným důstojníkem zpravodajské služby z dělnické třídy (Funeral in Berlin, 1964; The Billion Dollar Brain, 1966; An Expensive Place to Die, 1967 ad.). Mnoho z těchto knih se stalo bestsellery a kritika ho často srovnávala s jeho současníkem Johnem le Carré. V letech 1962 až 1966 měl Deighton kreslený kuchařský sloupek v The Observer. Knižně tyto jeho recepty vyšly v roce 1965 jako Len Deighton's Action Cook Book. Šlo o první z pěti kuchařských knih, které napsal. V 80. letech přišel se špionážní sérií, jejímž hlavním hrdinou byl tentokrát Bernard Samson (Spy Hook, 1988; Spy Line, 1989; Spy Sinker, 1990; Faith, 1994; Hope, 1995; Charity, 1996).

### Česky vyšlo: